# Phyllagathis siamensis
Phyllagathis siamensis är en tvåhjärtbladig växtart som beskrevs av Nicoletta Cellinese och Susanne Sabine Renner. Phyllagathis siamensis ingår i släktet Phyllagathis och familjen Melastomataceae. Inga underarter finns listade i Catalogue of Life.